# Fältkonsistoriet
Fältkonsistoriet var historiskt sett den kyrkliga organisationen inom den svenska krigsmakten.
Det svenska fältkonsistoriet inrättades 1621, under Gustav II Adolfs regeringstid. Medlemmar var samtliga regementspräster och ryttarpräster. Dessa kategorier tillsammans kallades fältpräster. Styrelsen för Fältkonsistoriet leddes av hovpredikanten och under denne generalens predikant.
Den militära själavården fick sin moderna form på 1960-talet, när Fältkonsistoriet kan sägas ha avskaffats.
Detta skedde 1962 genom bestämmelser utfärdade av Försvarets personalvårdsnämnd och ett Kungligt brev. Till följd av detta utfärdade Överbefälhavaren (ÖB) tillämpningsbestämmelser om stabspastorer. Dessa skulle ledas av en fältprost som skulle ingå i dåvarande Försvarsstaben. En stabspastor skulle finnas vid varje militärbefälhavarestab (MB-stab), och varje försvarsgren, d.v.s. armén, marinen och flygvapnet, skulle ha en militärpastor. Rekryteringsbasen var präster i de ordinarie församlingarna.
Åligganden för denna personal är att hålla fältgudstjänster, vid behov medverka vid enskilda samtal med den militära personalen, på begäran utföra de vanliga kyrkliga tjänsterna som vigsel och dop etc. En särskild uppgift är att stödja verksamheten vid de s.k. soldathemmen.
Fältpräster ingår i försvarets krigsförband på fördelningsnivå och ingår där i Sektion III. I organisationen skall det ingå en ordinarie fältpräst och en ställföreträdande fältpräst. Den ene av dem skall vara en präst i Svenska kyrkan, den andre en pastor från något frikyrkosamfund.